# Slutspel med två springare
Ett slutspel med två springare är i schack ett slutspel med kung och två springare mot kung, möjligen med bönder.
|   | a                                                                 | b                                                                 | c                                                                 | d                                                                 | e                                                                 | f                                                                 | g                                                                 | h                                                                 |   |
| 8 | a8 svart kung · c7 vit springare · d7 vit springare · b6 vit kung | a8 svart kung · c7 vit springare · d7 vit springare · b6 vit kung | a8 svart kung · c7 vit springare · d7 vit springare · b6 vit kung | a8 svart kung · c7 vit springare · d7 vit springare · b6 vit kung | a8 svart kung · c7 vit springare · d7 vit springare · b6 vit kung | a8 svart kung · c7 vit springare · d7 vit springare · b6 vit kung | a8 svart kung · c7 vit springare · d7 vit springare · b6 vit kung | a8 svart kung · c7 vit springare · d7 vit springare · b6 vit kung | 8 |
| 7 | a8 svart kung · c7 vit springare · d7 vit springare · b6 vit kung | a8 svart kung · c7 vit springare · d7 vit springare · b6 vit kung | a8 svart kung · c7 vit springare · d7 vit springare · b6 vit kung | a8 svart kung · c7 vit springare · d7 vit springare · b6 vit kung | a8 svart kung · c7 vit springare · d7 vit springare · b6 vit kung | a8 svart kung · c7 vit springare · d7 vit springare · b6 vit kung | a8 svart kung · c7 vit springare · d7 vit springare · b6 vit kung | a8 svart kung · c7 vit springare · d7 vit springare · b6 vit kung | 7 |
| 6 | a8 svart kung · c7 vit springare · d7 vit springare · b6 vit kung | a8 svart kung · c7 vit springare · d7 vit springare · b6 vit kung | a8 svart kung · c7 vit springare · d7 vit springare · b6 vit kung | a8 svart kung · c7 vit springare · d7 vit springare · b6 vit kung | a8 svart kung · c7 vit springare · d7 vit springare · b6 vit kung | a8 svart kung · c7 vit springare · d7 vit springare · b6 vit kung | a8 svart kung · c7 vit springare · d7 vit springare · b6 vit kung | a8 svart kung · c7 vit springare · d7 vit springare · b6 vit kung | 6 |
| 5 | a8 svart kung · c7 vit springare · d7 vit springare · b6 vit kung | a8 svart kung · c7 vit springare · d7 vit springare · b6 vit kung | a8 svart kung · c7 vit springare · d7 vit springare · b6 vit kung | a8 svart kung · c7 vit springare · d7 vit springare · b6 vit kung | a8 svart kung · c7 vit springare · d7 vit springare · b6 vit kung | a8 svart kung · c7 vit springare · d7 vit springare · b6 vit kung | a8 svart kung · c7 vit springare · d7 vit springare · b6 vit kung | a8 svart kung · c7 vit springare · d7 vit springare · b6 vit kung | 5 |
| 4 | a8 svart kung · c7 vit springare · d7 vit springare · b6 vit kung | a8 svart kung · c7 vit springare · d7 vit springare · b6 vit kung | a8 svart kung · c7 vit springare · d7 vit springare · b6 vit kung | a8 svart kung · c7 vit springare · d7 vit springare · b6 vit kung | a8 svart kung · c7 vit springare · d7 vit springare · b6 vit kung | a8 svart kung · c7 vit springare · d7 vit springare · b6 vit kung | a8 svart kung · c7 vit springare · d7 vit springare · b6 vit kung | a8 svart kung · c7 vit springare · d7 vit springare · b6 vit kung | 4 |
| 3 | a8 svart kung · c7 vit springare · d7 vit springare · b6 vit kung | a8 svart kung · c7 vit springare · d7 vit springare · b6 vit kung | a8 svart kung · c7 vit springare · d7 vit springare · b6 vit kung | a8 svart kung · c7 vit springare · d7 vit springare · b6 vit kung | a8 svart kung · c7 vit springare · d7 vit springare · b6 vit kung | a8 svart kung · c7 vit springare · d7 vit springare · b6 vit kung | a8 svart kung · c7 vit springare · d7 vit springare · b6 vit kung | a8 svart kung · c7 vit springare · d7 vit springare · b6 vit kung | 3 |
| 2 | a8 svart kung · c7 vit springare · d7 vit springare · b6 vit kung | a8 svart kung · c7 vit springare · d7 vit springare · b6 vit kung | a8 svart kung · c7 vit springare · d7 vit springare · b6 vit kung | a8 svart kung · c7 vit springare · d7 vit springare · b6 vit kung | a8 svart kung · c7 vit springare · d7 vit springare · b6 vit kung | a8 svart kung · c7 vit springare · d7 vit springare · b6 vit kung | a8 svart kung · c7 vit springare · d7 vit springare · b6 vit kung | a8 svart kung · c7 vit springare · d7 vit springare · b6 vit kung | 2 |
| 1 | a8 svart kung · c7 vit springare · d7 vit springare · b6 vit kung | a8 svart kung · c7 vit springare · d7 vit springare · b6 vit kung | a8 svart kung · c7 vit springare · d7 vit springare · b6 vit kung | a8 svart kung · c7 vit springare · d7 vit springare · b6 vit kung | a8 svart kung · c7 vit springare · d7 vit springare · b6 vit kung | a8 svart kung · c7 vit springare · d7 vit springare · b6 vit kung | a8 svart kung · c7 vit springare · d7 vit springare · b6 vit kung | a8 svart kung · c7 vit springare · d7 vit springare · b6 vit kung | 1 |
|   | a                                                                 | b                                                                 | c                                                                 | d                                                                 | e                                                                 | f                                                                 | g                                                                 | h                                                                 |   |

En kung och två springare kan inte forcera matt emot en ensam kung, i motsats till slutspel med två löpare eller slutspel med löpare och springare. Schackmatt inträffar endast om den ensamma kungen spelar mycket dåligt och gör blundrar. Edmar Mednis, en amerikansk stormästare, hävdar att denna oförmåga att forcera matt är "en av de stora orättvisorna i schack". Däremot är det möjligt att forcera patt.
Emellertid är det möjligt att forcera schackmatt om motståndaren också har en bonde. Detta beror på att en pattsituation inte kommer uppstå, ty motståndaren har en bonde att flytta när kungen blir inlåst. Detta slags slutspel kan dock inte garantera vinst, eftersom vissa positioner kräver fler än 50 drag (se 50-dragsregeln). Den längsta vinsten kräver 115 drag vid optimalt spel.
Två springare kan i vissa fall vinna när motståndaren har fler än en bonde. Först bör springarna blockera bönderna och sedan slå alla förutom en. Två springare kan dock inte ställa upp en effektiv blockad emot en bondekedja bestående av fyra eller fler bönder. Vanligtvis resulterar ett slutspel emot fyra bönder i remi, medan fler än fyra bönder brukar ge vinst för motståndaren.